# Arthur Anquetil
Arthur Anquetil, né le 23 juillet 1995 à Montpellier, est un joueur français de handball. Il évolue au poste d'ailier gauche à l'USAM Nîmes.

## Biographie

### Parcours jeune
Fils de l'ancien capitaine du Montpellier Handball Frédéric Anquetil et neveu de Grégory Anquetil, Arthur Anquetil prend sa première licence à l’âge de 10 ans. En 2010, il intègre le Pôle Espoir de Montpellier pour un cursus de 3 ans de formation à la suite duquel il rejoindra l’effectif du centre de formation du même club, entraîné par son père.
En 2013, il intègre l'équipe réserve du Montpellier Handball, entraîné par son père et qui évolue en Nationale 1 (3e division française), et joue ses premiers matchs avec l'équipe professionnelle en championnat de France et en Ligue des champions
Parallèlement, il est sélectionné en équipe de France junior, participant notamment au Championnat d’Europe 2014 en Autriche où la France termine à la 7e place de la compétition.

### Parcours professionnel
En fin de saison 2015/2016, il signe son premier contrat de stagiaire professionnel au Montpellier Handball. S'il joue plus de match lors de cette saison 2016/17, marquant notamment 8 buts lors d'un match de Ligue des champions face aux russe du Medvedi Tchekhov, c'est finalement au Sélestat Alsace handball, club de deuxième division où il signe son premier contrat professionnel pour une saison en 2017, dans le cadre d'un prêt.
Lors de cette saison 2017/2018 en Proligue (D2), Sélestat rate de peu l'accession, étant battu en finale de playoffs face à Pontault-Combault. À titre individuel, Arthur a un temps de jeu important et des statistiques intéressantes et est ainsi élu meilleur ailier gauche et meilleur espoir du championnat.
Ces performances attire l'attention du Chambéry Savoie Mont Blanc Handball où il est prêté une saison par Montpellier. Cette première saison en Savoie est excellente en termes de résultat : 3e du championnat derrière Paris et Montpellier ainsi qu’une victoire en Coupe de France face à Dunkerque à l’Accor Hôtel Arena le 25 mai.
Au milieu de la saison 2018/19, le club savoyard reconduit le contrat du jeune français pour une durée de 2 ans, jusqu’en juin 2021.

## Palmarès

### Club
Compétitions nationales
- Vainqueur de la Coupe de la Ligue (2) :  2014 et 2016
- Vainqueur de la Coupe de France (2) : 2016, 2019

### Équipe de France Junior
- 7e place au Championnat d’Europe 2014 (de) en Autriche

### Récompenses individuelles
- Élu meilleur ailier gauche et meilleur espoir du championnat de France de D2 2017/2018[7]